# Gemellipora punctata
Gemellipora punctata är en mossdjursart som beskrevs av Ferdinand Canu och Ray Smith Bassler 1929. Gemellipora punctata ingår i släktet Gemellipora och familjen Pasytheidae. Inga underarter finns listade i Catalogue of Life.